# Rodolfo Fernandes
Rodolfo Fernandes là một đô thị thuộc bang Rio Grande do Norte, Brasil. Đô thị này có diện tích 154,84 km², dân số năm 2007 là 3883 người, mật độ 25,1 người/km².